# Косгроув-Пайес, Рейчел
Рейчел Косгроув-Пайес (англ. Rachel Cosgrove Payes, 1922—1998), известна также как E.L. Arch и Джоан Кей — американская писательница.

## Биография
Биолог по образованию, Рейчел Косгроув вышла замуж за Нормана Морриса Пайеса в 1954.
Писательскую карьеру начала с написания очередной книги из цикла о стране Оз (39-й по общему счёту, начиная с произведений Л. Ф. Баума) — Скрытая долина Страны Оз, опубликованной в 1951. Вторая книга Р.Пайес из этого цикла — Злая колдунья из страны Оз (1954) — не была опубликована в 1950-х, поскольку издательство Reilly & Lee сочло, что спрос на книги этого цикла резко упал. Поэтому Злая колдунья из страны Оз была опубликована Международным Клубом поклонников Волшебника страны Оз лишь в 1993. Свои книги о стране Р.Пайес предназначала исключительно для детской читательской аудитории, о чём написала статью «Оз: американская сказочная страна» (Oz: The American Fairyland).
Основную часть творческого наследия Р.Пайес составляют любовные романы, действие которых развёртывается на историческом фоне, многие из которых публиковались издательским домом Playboy Press, один из них опубликован под псевдонимом Джоан Кэй. Её перу принадлежит также ряд научно-фантастических и фэнтези- произведений, изданных под псевдонимом E.L. Arch (анаграмма её имени Рейчел) и её собственным именем, а также романы в готическом стиле, такие как Чёрный лебедь.